# Allysha Chapman
Allysha Chapman (Oshawa, 25 gennaio 1989) è una calciatrice canadese, difensore dello Houston Dash e della nazionale canadese.

## Carriera

### Club

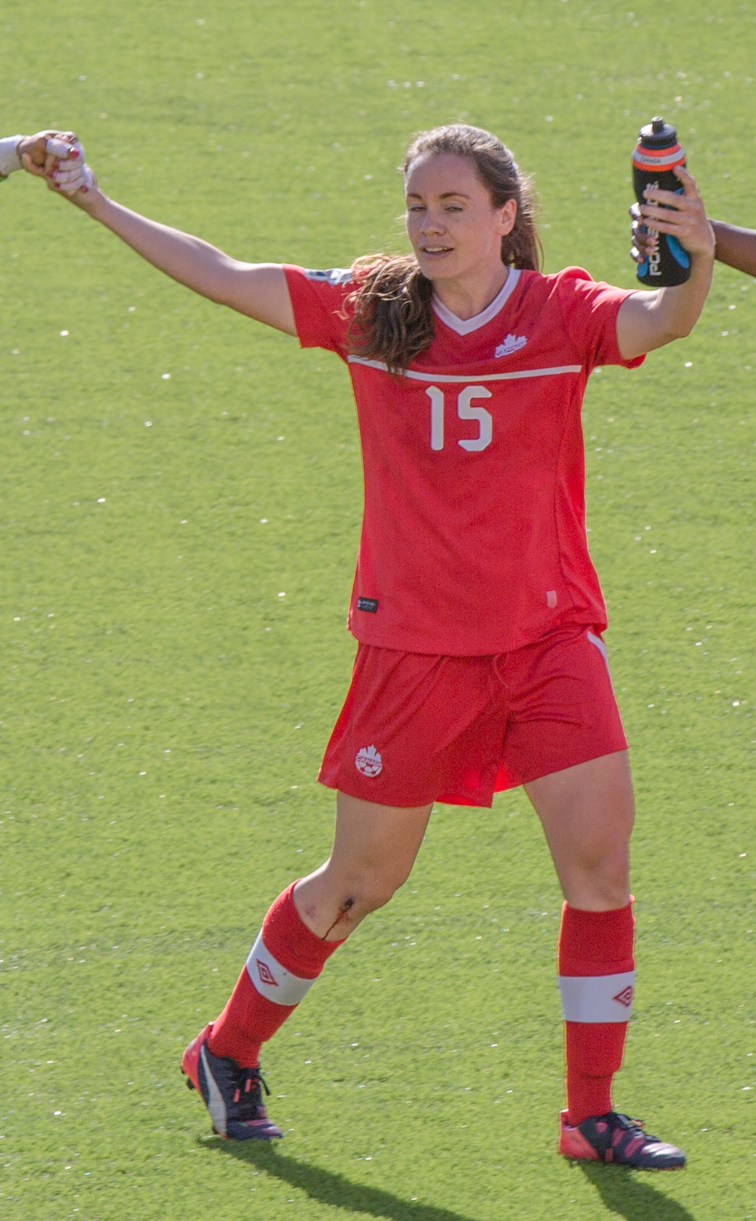
Allysha Chapman nel Mondiale 2015 giocato in Canada

Allysha Chapman, nata a Oshawa, cresce con i genitori nella cittadina di Courtice manifestando ben presto interesse per il calcio.
Nel 2006 gioca per il Toronto Lady Lynx in W-League, società con la quale rimane legata fino al 2010 pur venendo inserita, in qualità di atleta, durante i suoi impegni universitari prima alla University of Alabama at Birmingham (UAB) e poi all'Università della Louisiana, nelle squadre femminili dell'UAB Blazers, nel 2007, e delle LSU Tigers tra il 2009 e il 2011, con la sola breve parentesi del Vancouver Whitecaps nel 2008.
Nell'inverno 2011 decide di trasferirsi all'estero, formalizzando un accordo con il Sirius per giocare in Division 1 nel campionato svedese femminile di calcio. Con la società di Uppsala rimane due stagioni trasferendosi al neopromosso Eskilstuna United per giocare in Damallsvenskan, il livello di vertice del campionato nazionale, la stagione 2014. Al termine del campionato decide di tornare in Canada congedandosi dalla società di Eskilstuna con un tabellino personale di 3 reti siglate in 19 incontri di campionato.
Nel 2015 firma un accordo con lo Houston Dash per giocare in National Women's Soccer League (NWSL), la massima lega professionistica di calcio femminile degli Stati Uniti d'America.

### Nazionale
Nel 2004, a 15 anni, Chapman entra nel programma nazionale per la formazione di giovani calciatrici gestita dalla federazione calcistica del Canada (Canadian Soccer Association - CSA) e nel 2008 viene inserita nella rosa della nazionale canadese Under-20 che partecipa al campionato nordamericano di categoria. Ottenuta la vittoria nel torneo conquistata vincendo la finale sulle avversarie degli Stati Uniti, Chapman viene nuovamente convocata per il mondiale Under-20 di Cile 2008 dove però la squadra si ferma alla fase a gironi.
Il 25 ottobre 2014 scende in campo per la prima volta con la maglia della nazionale maggiore nell'amichevole in preparazione del mondiale casalingo persa ad Edmonton per 3-0 con il Giappone.
Di seguito è chiamata a rappresentare il Canada nell'edizione 2015 della Cyprus Cup, torneo che le consente di conquistare il secondo posto nella finale di Larnaca dell'11 marzo persa per 1-0 con l'Inghilterra.
Il selezionatore John Herdman la inserisce nella rosa definitiva delle atlete convocate per il Mondiale annunciata il 27 aprile 2015. Nel torneo contribuisce a far raggiungere alla propria squadra i quarti di finale, eliminata dall'Inghilterra nella partita di Vancouver del 27 giugno vinta dalle britanniche per 2-1. In quell'occasione viene impiegata in tutti cinque gli incontri disputati.
Herdman la convoca anche nella squadra che partecipa al torneo di calcio femminile dei Giochi della XXXI Olimpiade di Rio 2016.

## Palmarès

### Nazionale
- Campionato nordamericano femminile Under 20 di calcio: 1

Campione: 2008
- Algarve Cup: 1

2016
- Bronzo olimpico: 1

Rio de Janeiro 2016
- Oro olimpico: 1

Tokyo 2020